# Biblioteca universitaria di Napoli
La Biblioteca Universitaria di Napoli (abbrev. "BUN") è una biblioteca pubblica statale dipendente dal Ministero della Cultura e partecipa al Servizio bibliotecario nazionale (SBN). Nonostante la denominazione "universitaria" non appartiene né all'Università degli Studi Federico II né ad altro ateneo cittadino.
L'appartenenza istituzionale e il contesto territoriale, storico e culturale caratterizzano sostanzialmente la fisionomia delle raccolte e la tipologia dei servizi, definendo le linee di indirizzo. La Biblioteca possiede un patrimonio cospicuo di circa 900.000 volumi.

## Storia
Il 4 dicembre del 1816 con decreto regio di Ferdinando IV di Borbone nasce la Biblioteca dei regi studi, a cui viene destinato il salone al primo piano del collegio al Salvatore e, inizialmente tutto il patrimonio librario accumulato nella Biblioteca Gioacchina, istituita dal re Gioacchino Murat. Nel 1819 con un editto reale la Biblioteca è obbligata a consegnare alla Reale, attuale Biblioteca nazionale, tutti i libri di maggiore pregio bibliografico. Nel 1827, successivamente ad un'azione di regolamentazione e di catalogazione, la Biblioteca è aperta al pubblico.
Nel 1872, grazie ad una donazione di Alfonso della Valle di Casanova, l'Istituto arricchisce il suo patrimonio con una collezione dantesca ricca di antiche edizioni di pregio. L'Istituto incrementò il suo patrimonio tramite delle significative collezioni private tra le quali una cospicua raccolta di opere e opuscoli a carattere giuridico e letterario offerta, negli ultimi dell'Ottocento, da Domenico Viti e Domenico De Pilla. Durante il secondo conflitto mondiale la Biblioteca subì seri danni. In seguito al terremoto del 1980 vennero eseguiti numerosi interventi di restauro.

## La sede
La Biblioteca occupa il primo piano, parte del piano terra, nonché l'ala nord del secondo e terzo piano del monumentale edificio della "Casa del Salvatore", ex collegio Massimo dei Gesuiti, che sorge sulle strutture del palazzo di Giantommaso Carafa. L'architetto Giuseppe Valeriano progettò il loggiato, che affaccia simmetricamente sui portici del cortile del XVII secolo, e il piano superiore. L'attuale sala di lettura della Biblioteca, corrisponde all'antica aula magna del collegio, ha un arredamento del XIX secolo e contiene circa 500 posti di lettura. In questa sala il parlamento napoletano tenne la prima riunione dopo la rivoluzione del 1848.